# オヒゲシバ
オヒゲシバ Chloris virgata Swartz, 1791. はイネ科の植物の1つ。花茎の先端から放射状に出る太い穂が一束に纏まる。

## 特徴
一年生の草本。茎の基部は横に寝て伸び、節毎に根を下ろす。その先端側は立ち上がり、高さは20～50cmに達する。葉はその基部に多く集まってつく。葉身の長さは6～25cmで幅は4～7mm、毛はなく、中央の脈に沿って2つ折りになっている。葉鞘の背部は竜骨になっており、毛はなく滑らか。葉舌はほとんど確認できない。
花期は8～10月。花序は穂状花序が茎の先端に5～10個ついた形で、それらは1つの束になる。穂の色は黄褐色で長さは5～7cm、花軸の片面に柄のない小穂が隙間無く2列に並ぶ形を取る。小穂は長さが3～3.5mm。2個の小花からなり、下方の小花は両性花で結実し、上方の小花は無性で、間をつなぐ小軸が見えるので有柄に見える。第1包頴は長さが2～2.5mmで1本の脈があって先端は芒となる。第2包頴は第1包頴とほぼ同じ形ながら長さは3～3.5mmとより大きい。下方の有性小花の護頴は革質で硬くなっており、長さは3mmでその先端には2つの歯状突起が突き出しており、その間から長さが1～1.5cmもある芒が直立するように伸びている。またこの護頴には太い脈が3本あり、その縁に沿った脈の上に、特にその上部には真っ直ぐな長くて白い毛が列をなして並んでいる。内頴は護頴より短くて、2本の脈があり、また竜骨の上には微小な毛がある。上方の無性小花は退化して護頴だけが存在する。その護頴は毛がなく、両側が内側に曲がってコップ状の形状になっている。その基部は丸っこくなっていて小軸との境界がはっきりしており、先端側には長さ0.8～1.5cmの芒がある。

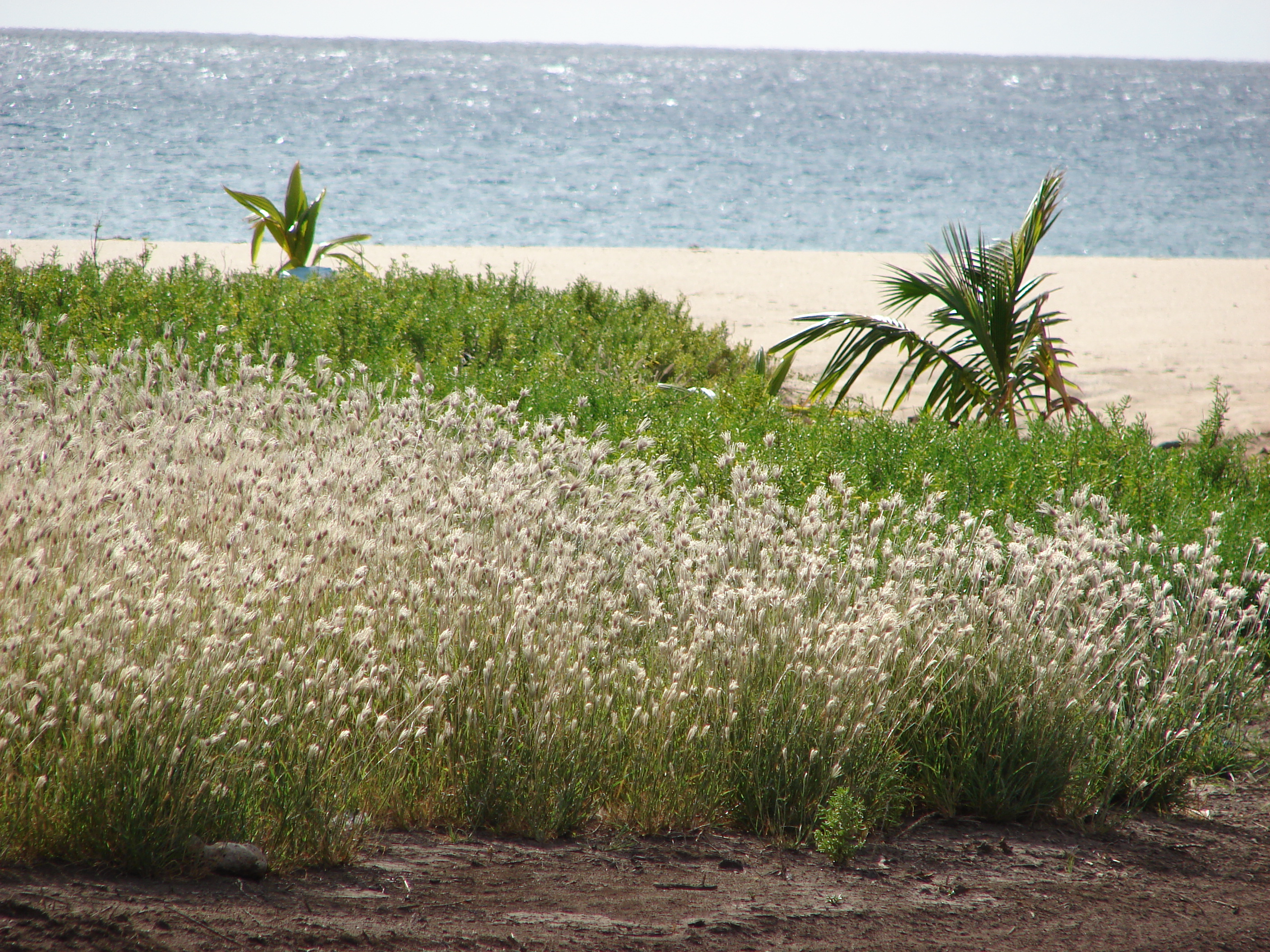
群落を作っている様子
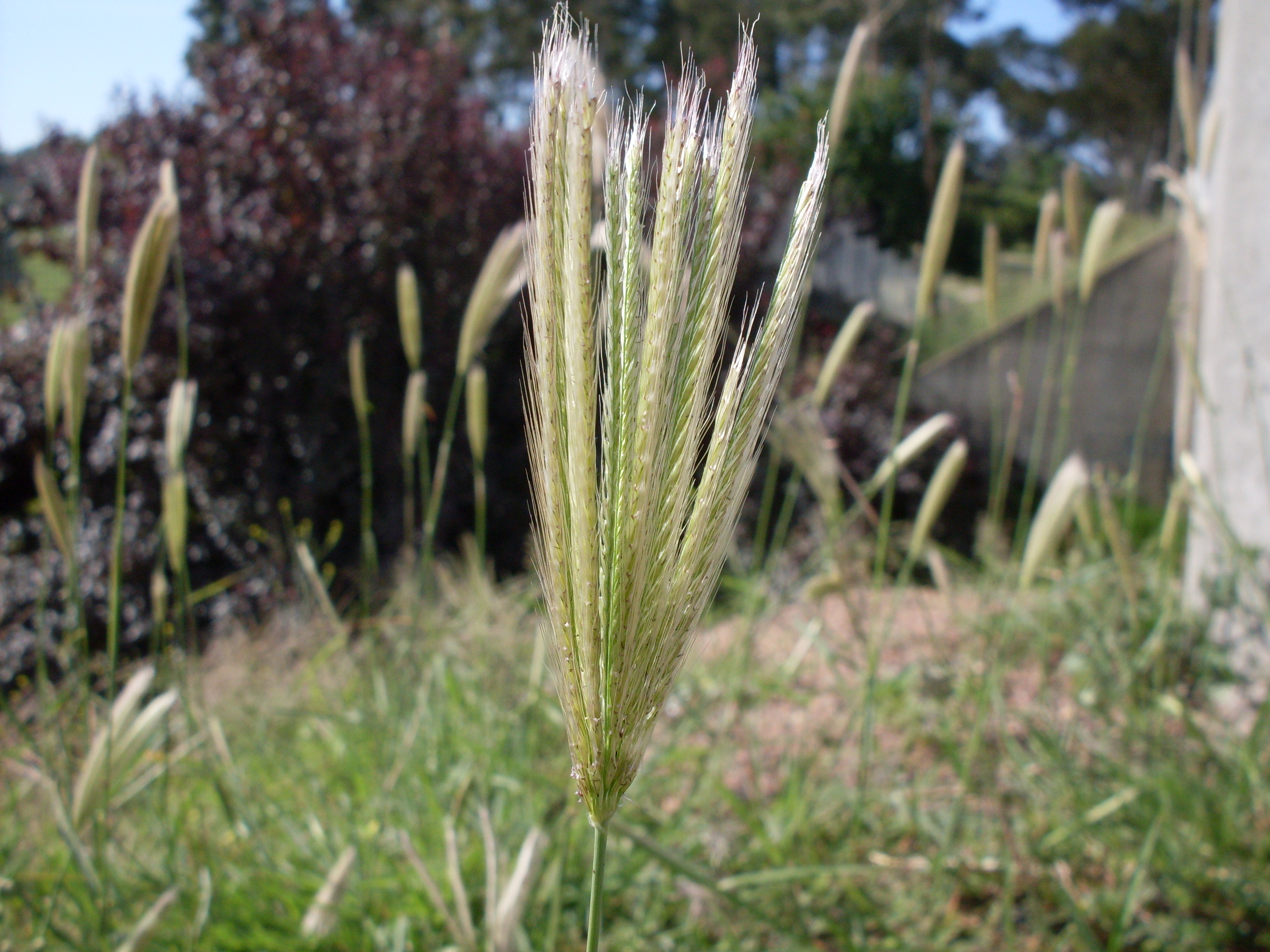
若い穂の様子
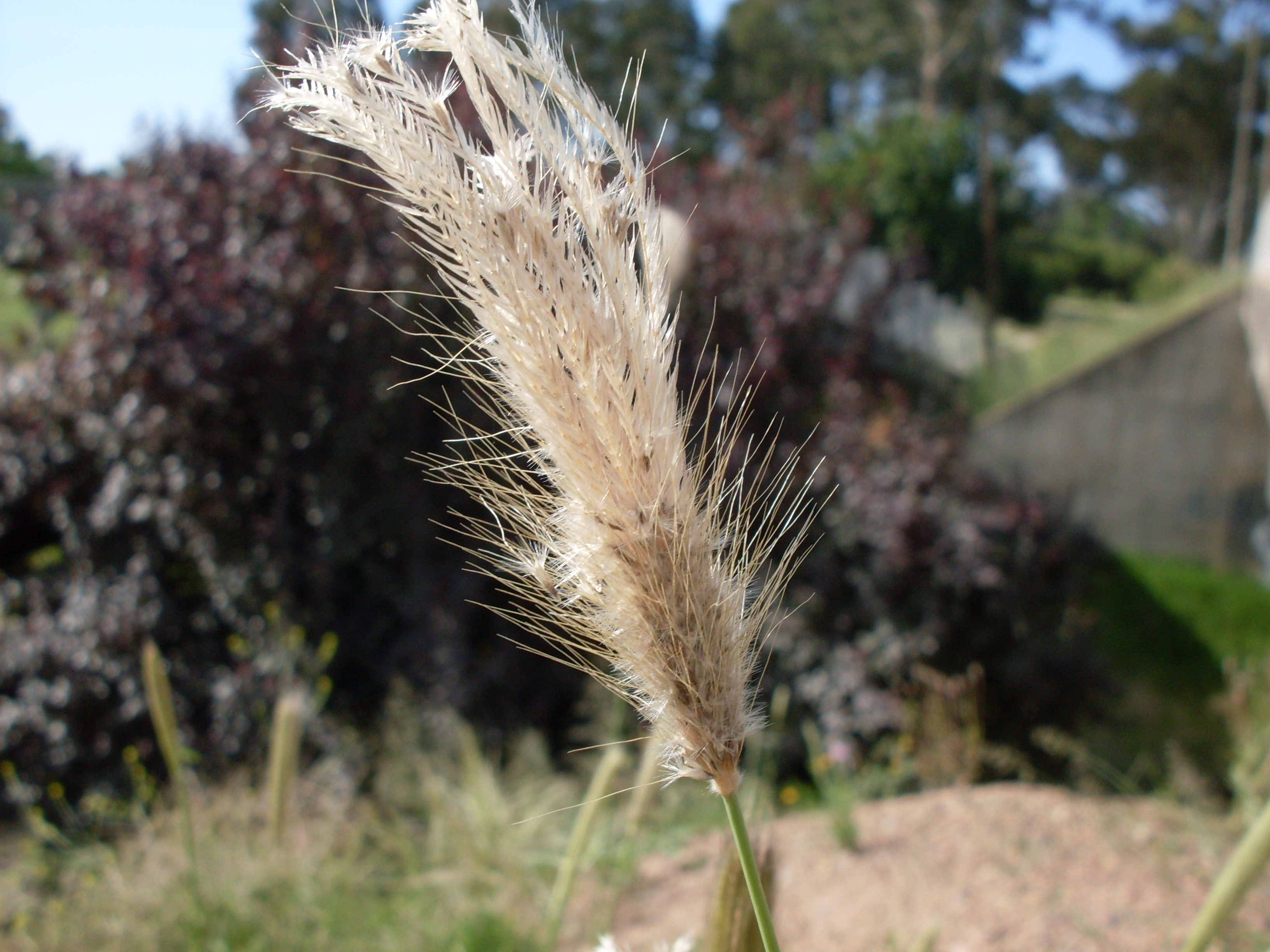
古い穂の様子
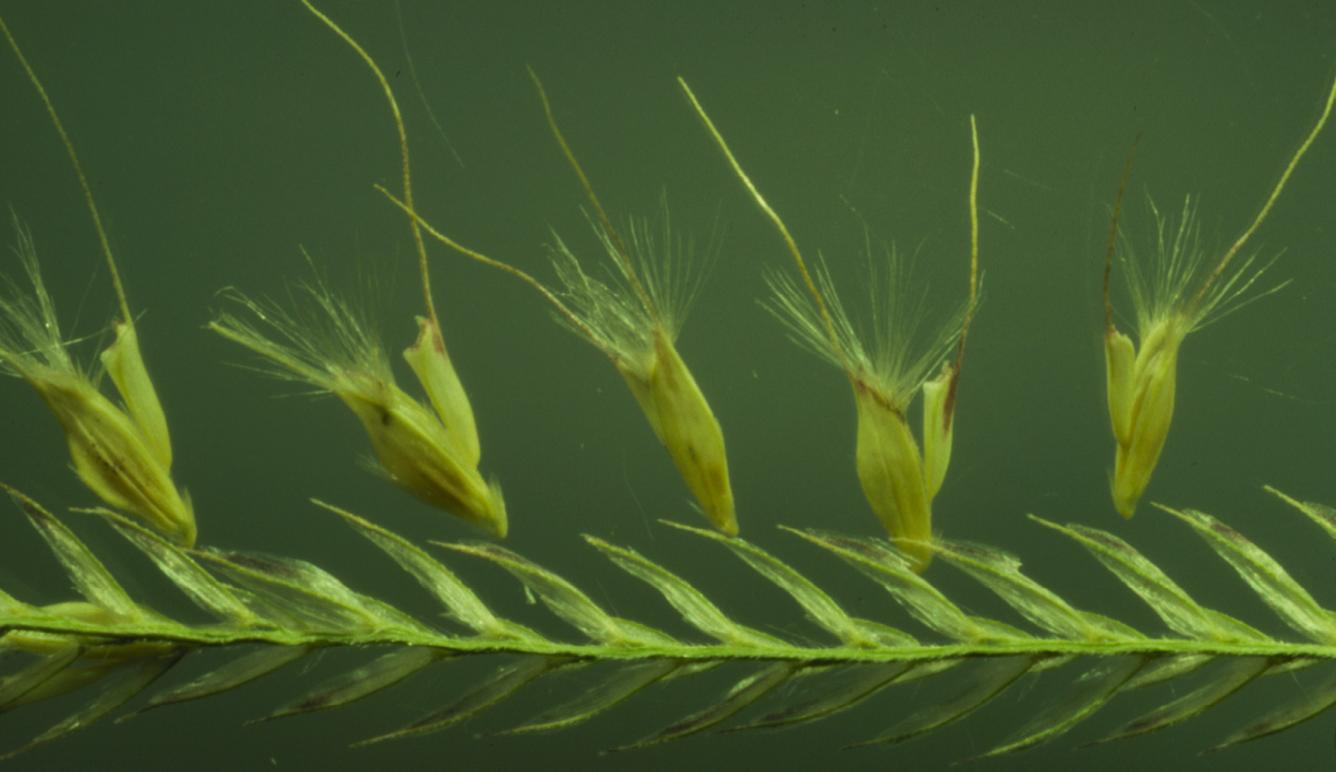
花序の主軸と小穂
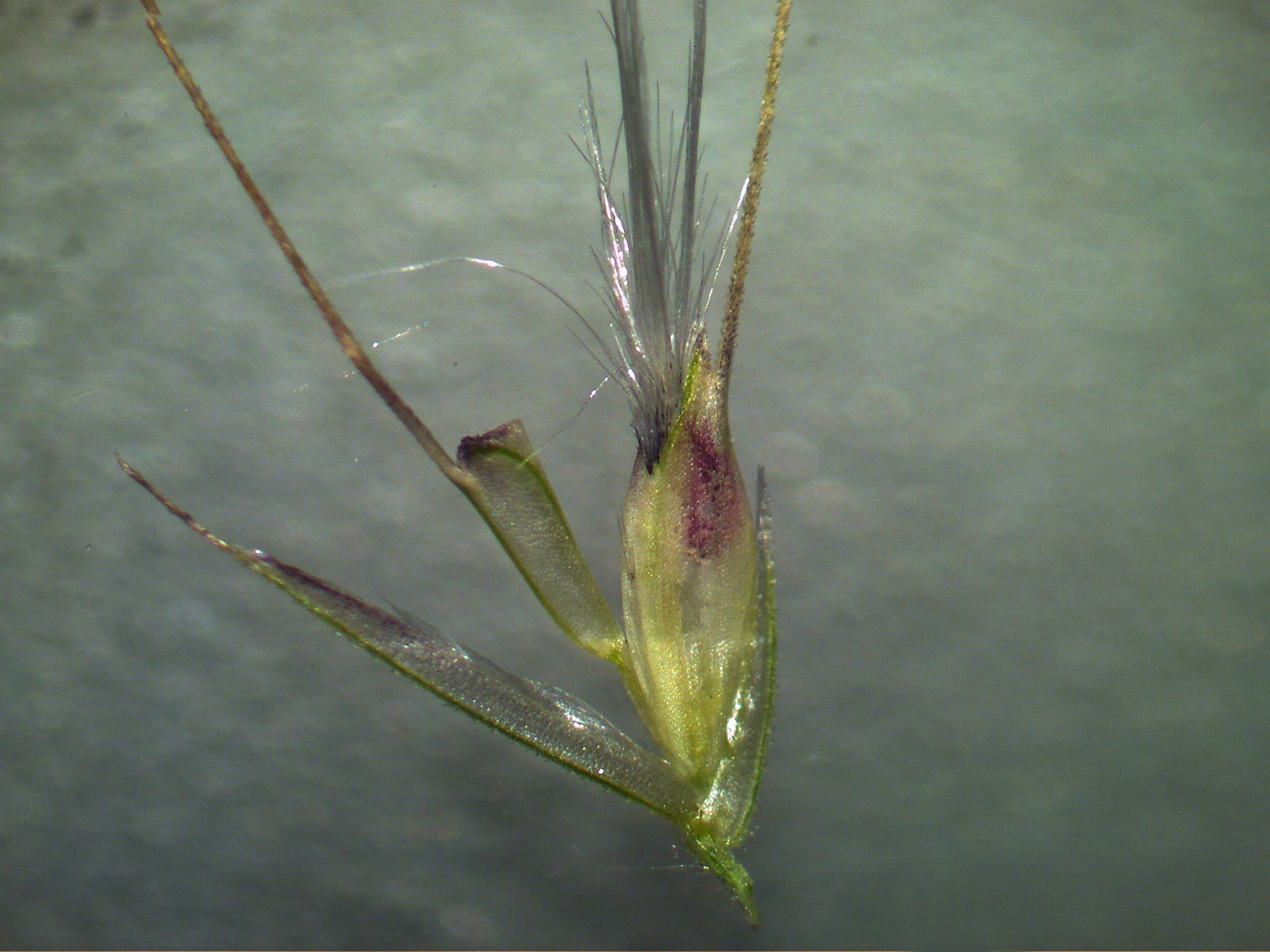
小穂の構造を示す

## 分布と生育環境
世界の熱帯地域に広く分布する。タイプ産地は西インド諸島であり、原産地は熱帯アメリカではないかと推定されている。日本には帰化植物として生育している。最初の発見は1922年に熊本県で見つかったものである。現時点では「時に本州～九州に帰化し」とあり、「時に」というので安定的に生育してはいないのかもしれない。
荒れ地に生育するもので、日本では時々港湾地や埋め立て地などで採集されるという。

## 分類など
オヒゲシバ属は世界の熱帯域を中心に約40種が知られ、日本には在来の種はないが、6種ほどが帰化植物として記録され、その一部が定着している。
その中で本種の特徴は花序の枝が広がらないこと、小穂が2個の小花からなり、上方の小花が無性であること、2つの護頴に長い芒があること、下方の小花の護頴の縁に長い毛が並ぶこと、などがあげられる。なお、他の属も含めると本属のもののように茎の先端に放射状に伸びる穂をつけるものは色々あるが、本種のようにそれを束のように纏めた形にするものはあまりなく、正確ではないが見分けの目安としては役に立つ。